# 甘い汗
『甘い汗』（あまいあせ）は、1964年に公開された豊田四郎監督の日本映画。
この映画で主演の京マチ子は、毎日映画コンクールとキネマ旬報賞の両主演女優賞を受賞した。

## スタッフ
以下のスタッフ名は特に記載がない限りKINENOTEに従った。
- 監督 - 豊田四郎
- 原作 - 水木洋子[3]
- 脚本 - 水木洋子
- 製作 - 佐藤一郎、椎野英之
- 撮影 - 岡崎宏三
- 美術 - 水谷浩
- 音楽 - 林光
- 録音 - 原島俊男
- 照明 - 榊原庸介
- 編集 - 広瀬千鶴

## キャスト
- 京マチ子 - 梅子[1]
- 佐田啓二 - 辰岡[1]
- 小沢栄太郎 - 古美術商・権藤[3]
- 山茶花究 - 金子[1]
- 小沢昭一 - バーテン・藤井[3]
- 水島真哉 - 久太郎[1]
- 内田透 - 「金猫」のマスター[1]
- 若宮忠三郎 - 「おけさ」の客[1]
- 守田比呂也 - 辰岡の若い衆[1]
- 池内淳子 - さと子[1]
- 木村俊恵 - すみ江[1]
- 平松淑美 - 千代子[1]
- 市原悦子 - 佐和子[1]
- 野村昭子 - 桶鉄の妻・君[1]
- 樺島とし子 - 静子[1]
- 野中マリ - 金子の妻[1]
- 野崎登美子 - 金子の娘[1]
- 千石規子 - 「おけさ」の女将[1]
- 千草恵子 - 「金猫の女」A[1]
- 金子勝美 - 「金猫の女」B[1]
- 平川美津子 - 「福本」の女中[1]
- 松浪志保 - 「若竹」の女中[1]
- 秋好光果 - 国府津の旅館の女中[1]
- 甲野賛平 - パン屋の店員[1]
- 桑野みゆき - 梅子の娘・竹子[3]
- 五十嵐としみ - 竹子（少女時代）[1]
- 沢村貞子 - 梅子の母・松子[3]
- 名古屋章 - 梅子の弟・治郎[3]
- 川口敦子 - 治郎の妻・貞代[3]
- 藤吉伸隆 - ミツル[1]
- 笹岡勝治 - 三平[1]
- 春風亭柳朝 - 貞代の兄・栄作[3]
- 桜井浩子 - 治郎の娘・玉子[3]

## 受賞歴
- 1964年度 第38回キネマ旬報賞[4]
  - 脚本賞 水木洋子（『怪談』『甘い汗』）
  - 主演女優賞 京マチ子（『甘い汗』）

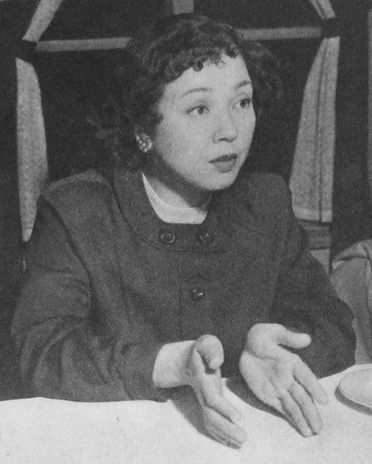
京マチ子（1954年撮影）は、この映画で2つの主演女優賞を受賞した。

  - 日本映画ベスト・テン8位 『甘い汗』（豊田四郎監督）
- 1964年 第19回毎日映画コンクール[5]
  - 俳優部門 女優主演賞 京マチ子（『甘い汗』）
  - 特別賞 佐田啓二 多年にわたり大衆に親しまれた演技者としての功績